# Touched by the Crimson King
 (janvier 2018).
Si vous disposez d'ouvrages ou d'articles de référence ou si vous connaissez des sites web de qualité traitant du thème abordé ici, merci de compléter l'article en donnant les références utiles à sa vérifiabilité et en les liant à la section « Notes et références ».
Albums de Demons & Wizards
Demons and Wizards
(2000)
Touched by the Crimson King est le deuxième album du groupe de power et heavy metal allemand Demons & Wizards, sorti en juin 2005.
Cet album contient une reprise du morceau Immigrant Song du groupe britannique de hard rock Led Zeppelin.

## Présentation
L'album est aussi publié en édition limitée digipack, en Europe, avec une pochette alternative et quatre pistes bonus sur un second disque. Le coffret se déplie en quatre parties et est emballé dans une boîte en carton.
Pour la sortie en Amérique du Nord, les quatorze morceaux sont regroupés sur un seul disque et dispose également d'une couverture spéciale en édition limitée.
Touched by the Crimson King est considéré comme un album-concept basé sur La Tour sombre, une série de romans de l'écrivain américain Stephen King. Cependant, seulement quelques-unes des chansons se rapportent à cette série et il n'y a pas de concept global à l'album.
L'album se place dans les classements américains du Billboard, Independent Albums (en 35e position) et Heatseekers Albums (en 26e position).

## Liste des titres
Toutes les chansons sont écrites et composées par Hansi Kürsch, Jon Schaffer, sauf annotation.
| Édition standard originale : 10 titres (Europe, Allemagne, Steamhammer, 27 juin 2005) | Édition standard originale : 10 titres (Europe, Allemagne, Steamhammer, 27 juin 2005) | Édition standard originale : 10 titres (Europe, Allemagne, Steamhammer, 27 juin 2005) | Édition standard originale : 10 titres (Europe, Allemagne, Steamhammer, 27 juin 2005) | Édition standard originale : 10 titres (Europe, Allemagne, Steamhammer, 27 juin 2005) | Édition standard originale : 10 titres (Europe, Allemagne, Steamhammer, 27 juin 2005) | Édition standard originale : 10 titres (Europe, Allemagne, Steamhammer, 27 juin 2005) | Édition standard originale : 10 titres (Europe, Allemagne, Steamhammer, 27 juin 2005) | Édition standard originale : 10 titres (Europe, Allemagne, Steamhammer, 27 juin 2005) | Édition standard originale : 10 titres (Europe, Allemagne, Steamhammer, 27 juin 2005) |
| No                                                                                    | Titre                                                                                 | Durée                                                                                 |                                                                                       |                                                                                       |                                                                                       |                                                                                       |                                                                                       |                                                                                       |                                                                                       |
| ------------------------------------------------------------------------------------- | ------------------------------------------------------------------------------------- | ------------------------------------------------------------------------------------- | ------------------------------------------------------------------------------------- | ------------------------------------------------------------------------------------- | ------------------------------------------------------------------------------------- | ------------------------------------------------------------------------------------- | ------------------------------------------------------------------------------------- | ------------------------------------------------------------------------------------- | ------------------------------------------------------------------------------------- |
| 1.                                                                                    | Crimson King                                                                          | 5:47                                                                                  |                                                                                       |                                                                                       |                                                                                       |                                                                                       |                                                                                       |                                                                                       |                                                                                       |
| 2.                                                                                    | Beneath These Waves                                                                   | 5:13                                                                                  |                                                                                       |                                                                                       |                                                                                       |                                                                                       |                                                                                       |                                                                                       |                                                                                       |
| 3.                                                                                    | Terror Train                                                                          | 4:46                                                                                  |                                                                                       |                                                                                       |                                                                                       |                                                                                       |                                                                                       |                                                                                       |                                                                                       |
| 4.                                                                                    | Seize the Day                                                                         | 5:23                                                                                  |                                                                                       |                                                                                       |                                                                                       |                                                                                       |                                                                                       |                                                                                       |                                                                                       |
| 5.                                                                                    | The Gunslinger                                                                        | 5:16                                                                                  |                                                                                       |                                                                                       |                                                                                       |                                                                                       |                                                                                       |                                                                                       |                                                                                       |
| 6.                                                                                    | Love's Tragedy Asunder                                                                | 5:28                                                                                  |                                                                                       |                                                                                       |                                                                                       |                                                                                       |                                                                                       |                                                                                       |                                                                                       |
| 7.                                                                                    | Wicked Witch                                                                          | 3:32                                                                                  |                                                                                       |                                                                                       |                                                                                       |                                                                                       |                                                                                       |                                                                                       |                                                                                       |
| 8.                                                                                    | Dorian                                                                                | 6:36                                                                                  |                                                                                       |                                                                                       |                                                                                       |                                                                                       |                                                                                       |                                                                                       |                                                                                       |
| 9.                                                                                    | Down Where I Am                                                                       | 4:54                                                                                  |                                                                                       |                                                                                       |                                                                                       |                                                                                       |                                                                                       |                                                                                       |                                                                                       |
| 10.                                                                                   | Immigrant Song (reprise de Led Zeppelin) (Jimmy Page, Robert Plant)                   | 2:29                                                                                  |                                                                                       |                                                                                       |                                                                                       |                                                                                       |                                                                                       |                                                                                       |                                                                                       |
| 49:24                                                                                 |                                                                                       |                                                                                       |                                                                                       |                                                                                       |                                                                                       |                                                                                       |                                                                                       |                                                                                       |                                                                                       |

| Disque bonus - Édition limitée 2 × CD digipack (Europe, Allemagne, Steamhammer, 27 juin 2005) | Disque bonus - Édition limitée 2 × CD digipack (Europe, Allemagne, Steamhammer, 27 juin 2005) | Disque bonus - Édition limitée 2 × CD digipack (Europe, Allemagne, Steamhammer, 27 juin 2005) | Disque bonus - Édition limitée 2 × CD digipack (Europe, Allemagne, Steamhammer, 27 juin 2005) | Disque bonus - Édition limitée 2 × CD digipack (Europe, Allemagne, Steamhammer, 27 juin 2005) | Disque bonus - Édition limitée 2 × CD digipack (Europe, Allemagne, Steamhammer, 27 juin 2005) | Disque bonus - Édition limitée 2 × CD digipack (Europe, Allemagne, Steamhammer, 27 juin 2005) | Disque bonus - Édition limitée 2 × CD digipack (Europe, Allemagne, Steamhammer, 27 juin 2005) | Disque bonus - Édition limitée 2 × CD digipack (Europe, Allemagne, Steamhammer, 27 juin 2005) | Disque bonus - Édition limitée 2 × CD digipack (Europe, Allemagne, Steamhammer, 27 juin 2005) |
| No                                                                                            | Titre                                                                                         | Durée                                                                                         |                                                                                               |                                                                                               |                                                                                               |                                                                                               |                                                                                               |                                                                                               |                                                                                               |
| --------------------------------------------------------------------------------------------- | --------------------------------------------------------------------------------------------- | --------------------------------------------------------------------------------------------- | --------------------------------------------------------------------------------------------- | --------------------------------------------------------------------------------------------- | --------------------------------------------------------------------------------------------- | --------------------------------------------------------------------------------------------- | --------------------------------------------------------------------------------------------- | --------------------------------------------------------------------------------------------- | --------------------------------------------------------------------------------------------- |
| 1.                                                                                            | Lunar Lament                                                                                  | 4:04                                                                                          |                                                                                               |                                                                                               |                                                                                               |                                                                                               |                                                                                               |                                                                                               |                                                                                               |
| 2.                                                                                            | Wicked Witch (Slow version)                                                                   | 3:57                                                                                          |                                                                                               |                                                                                               |                                                                                               |                                                                                               |                                                                                               |                                                                                               |                                                                                               |
| 3.                                                                                            | Spatial Architects                                                                            | 5:46                                                                                          |                                                                                               |                                                                                               |                                                                                               |                                                                                               |                                                                                               |                                                                                               |                                                                                               |
| 4.                                                                                            | Beneath These Waves (Edit)                                                                    | 3:40                                                                                          |                                                                                               |                                                                                               |                                                                                               |                                                                                               |                                                                                               |                                                                                               |                                                                                               |
| 17:28                                                                                         |                                                                                               |                                                                                               |                                                                                               |                                                                                               |                                                                                               |                                                                                               |                                                                                               |                                                                                               |                                                                                               |

#### La pochette
Sur la pochette de l'album, une des références à La Tour Sombre, hormis les paroles, est la rose qui, dans les romans, y tient une place importante. L'œil rouge, en fond, est un autre symbole crucial dans les livres. Et, enfin, le train sur la couverture arrière représente Blaine, l'ennemi du troisième livre, Terres perdues.

#### Les titres
- Crimson King est une référence au Roi Cramoisi, le principal antagoniste de la série. Mais le morceau fait également fortement référence à Randall Flagg, l'un des nombreux servants du roi.
- The Gunslinger parle de Roland de Gilead, le protagoniste de la série. La chanson se réfère principalement à l'intrigue du livre final.
- Terror Train est une référence à Blaine le Mono, des troisième et quatrième volumes de la série.
- Beneath These Waves est directement inspiré de Moby Dick d'Herman Melville.
- Seize The Day détaille une partie des tests et des difficultés que Roland de Gilead doit affronter sur le chemin de La Tour Sombre, comme lorsqu'il atteint la côte ouest. Une autre interprétation de ce morceau est qu'elle parle des hobbits Frodon Sacquet et Samsagace Gamegie, du Seigneur des anneaux[13]. Il contient des citations de l'histoire comme « The road goes on and on », prononcé par Bilbon Sacquet dans Bilbo le Hobbit.
- Love's Tragedy Asunder parle d'un homme dont la femme est en phase terminale et qui l'aide à se suicider, et finit par se tuer[14].
- Wicked Witch est l'interprétation de Hansi sur le personnage de la méchante sorcière de l'Ouest du Magicien d'Oz, elle-même citée en référence dans le quatrième tome de La Tour sombre, Magie et Cristal en tant que Rhea de Cöos.
- Dorian est inspiré par le roman d'Oscar Wilde, Le Portrait de Dorian Gray.
- Down Where I Am parle d'un enfant atteint du syndrome de Down (ou trisomie 21) et la lutte de son père et ses émotions[14].
- Lunar Lament est à propos du Maia Tilion, extrait du Silmarillion, de J. R. R. Tolkien.

## Crédits
| - Hansi Kürsch : chant (frontman) - Jon Schaffer : guitare solo, guitare rythmique, guitare acoustique, basse | - Production, ingénierie, mastering : Jim Morris - Coproduction : Hansi Kürsch, Jon Schaffer - Ingénierie (assistant) : Ryan Yanero - Artwork (illustration), design (logo) : Travis Smith - Photographie : Axel Jusseit, Marc Villalonga - Design : Dennis Kostroman, Nikolay "Dr.Venom" Simkin - Direction artistique : Leo Hao |